# Siam Park

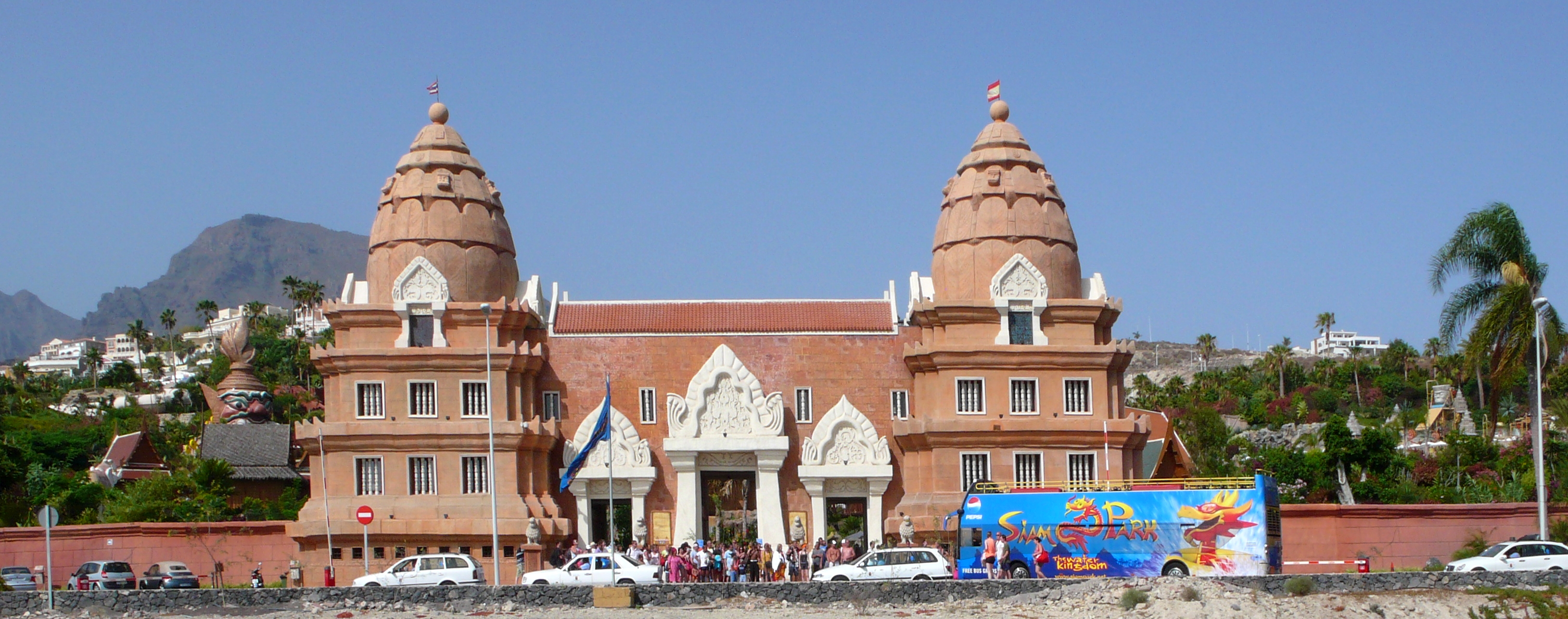
Входной ансамбль

Siam Park — аквапарк на острове Тенерифе (в южной его части), Канарские острова, Испания. Расположен на шоссе TF-1 в Коста-Адехе. Все 18,5 гектаров территории Сиам-парка, включая все аттракционы, здания парка и рестораны, оформлены в сиамской тематике. Парк был открыт принцессой Таиланда. Принадлежит тому же владельцу, что и Лоро-парк, благодаря чему возможна покупка двойных билетов, позволяющих посетить оба парка со скидкой. «Визитной карточкой» аквапарка считается 28-метровая горка «Tower of power».

## Строительство

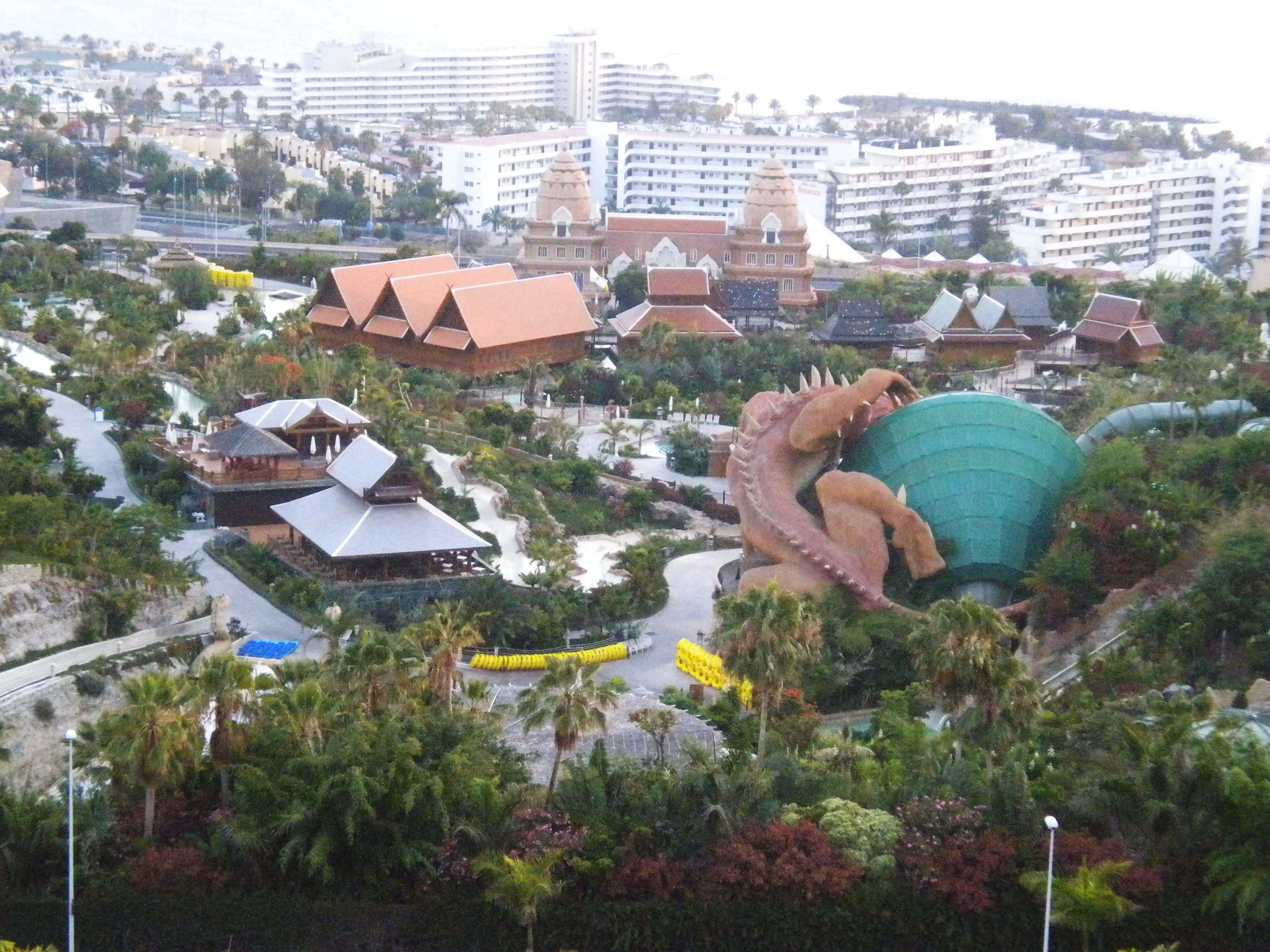
Панорама парка

Строительство Сиам-парка началось в 2004 году и обошлось в 52 миллиона евро. Первоначально планировалось открыть его в мае 2007 года, однако, в связи с проблемами при строительстве, парк был открыт для публики лишь 17 сентября 2008 года. Изначально в плане строительства присутствовали также американские горки, однако для ускорения сроков открытия от них было принято решение отказаться.

## Техническая информация
Парк построен на холме. Для экономии воды острова, Сиам-парк имеет опреснительные установки на территории, которые опресняют 700 кубических метров морской воды в день. После того как вода используется в аттракционах, парк использует её для полива растений.

## Рестораны
На территории парка находится 5 ресторанов тайской и местной кухни.

## Признание
Лучший аквапарк Европы по версии портала TripAdvisor в 2014—2017 годах.